# Afro-Latins
Les Afro-latins sont une catégorie ethnique conceptualisée dans les années 1930 par Jane Nardal, qui exprime chez les Antillais vivant à Paris la tendance à revendiquer une triple identité noire, française, et d'Amérique Latine. Elle s'applique d'abord aux Afro-Caribéens français. Le concept s'étend ensuite aux personnes noires en Amérique latine, sur le modèle des Afro-Américains.

## Histoire

### Antillais de Paris
Jane Nardal est considérée, comme sa sœur Paulette Nardal, comme une pionnière de la négritude.
Alors qu'elle est étudiante à Paris, la Martiniquaise écrit pour La Dépêche africaine, où elle invente entre autres les expressions « internationalisme noir » et « Afro-Latin ». Elle écrit que « Être Afro-Américain, être Afro-Latin, cela veut dire (…) un exemple pour les noirs d'Afrique en leur montrant que certains bienfaits de la civilisation blanche ne conduisent pas forcément à renier sa race ». Les historiens sont divisés sur le sens de cette phrase, se demandant si elle doit s'inscrire dans une politique de métissage ou d'assimilationnisme. Elle aborde donc la construction d'une identité diasporique noire qui refuse de renoncer à son héritage afro-latin et à son héritage africain.

### Extension aux personnes noires d'Amérique latine

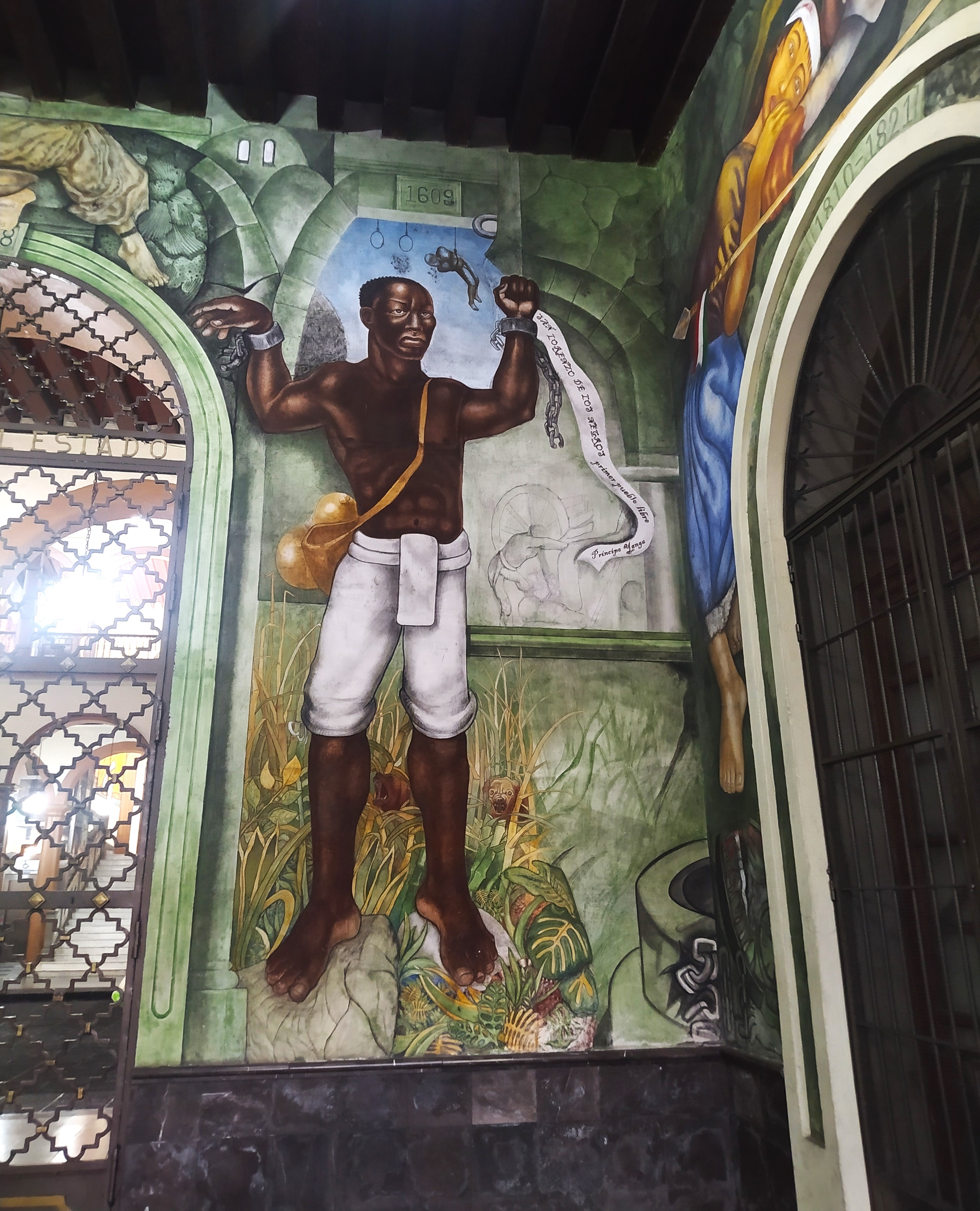
Portrait de Gaspar Yanga, meneur noir d'une rébellion d'esclaves au Mexique.

Le terme est appliqué par extension, notamment aux États-Unis, aux personnes afrodescendantes en Amérique latine, notamment celles dont les ancêtres ont vécu l'esclavage, sous le nom AfroLatinidad (en).
La majeure partie des pays d'Amérique Latine, à l'exception en 2015 du Mexique et du Chili, reconnaissent leurs citoyens noirs expressément dans leur constitution. Le principal groupe est celui des Afro-Brésiliens.

### Articles liés
- Afro-Américains
- Négritude